# ノラ＝ジェーン・ヌーン
ノラ＝ジェーン・ヌーン（Nora-Jane Noone、1984年3月8日 - ）は、アイルランドの女優。ゴールウェイ出身。
2002年に映画『マグダレンの祈り』でデビュー。

## 主な出演作品
- マグダレンの祈り The Magdalene Sisters (2002)
- ディセント The Descent (2005)
- ドゥームズデイ Doomsday (2008)
- ディセント2 The Descent: Part 2 (2009)
- ブルックリン Brooklyn (2015)
- Darlin '（2019）